# Pfaffenpforte
Die Pfaffenpforte oder Nordtor (Unter Fettenhennen/Burgmauer) war ein römisches Stadttor in der Kölner Altstadt-Nord und gehörte zu den wichtigsten Zugängen in die Stadt. Sein südliches Pendant war die Hohe Pforte.

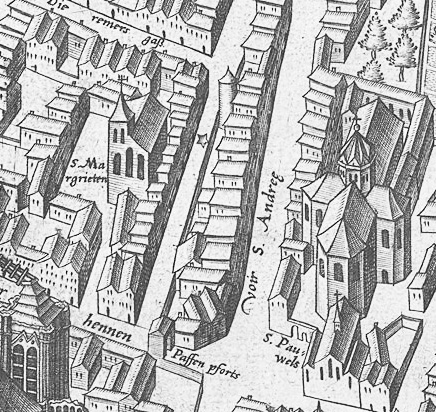
Pfaffenpforte und Römerturm in der gewesteten Kölner Stadtansicht von 1570 des Arnold Mercator; links unten der Südturm des Doms, links St. Margareten, rechts St. Andreas

## Entstehung
Umstritten ist der Zeitraum seiner Entstehung. Das römische Nordtor stammte nach einer Ansicht aus der flavischen Zeit zwischen 50 und 90 n. Chr. Nach anderer Auffassung weise auf eine Bauphase im 3. Jahrhundert die später getilgte Inschrift der Kaiser Valerianus und Gallienus (253–260(?) und 253–268) hin. Auf der äußeren, feldseitigen Bogenstirn des Haupttors wurde zu jener Zeit ein neuer Ehrenname der Stadt eingemeißelt: „Valeriana Gallieniana“, benannt nach den Kaisern Valerian und Gallienus. Dieser Ehrenname wurde unter dem Herrscher des gallischen Sonderreichs, Postumus, nach 260 n. Chr. wieder getilgt, worauf die breite Rasur der Inschrift auf dem Torbogen im Römisch-Germanischen Museum hinweist. Da die römische Stadtmauer und das Nordtor innerhalb eines engen Zeitraums entstanden sind, spricht vieles für die flavische Zeit. Es hieß offiziell „Porta clericorum“ oder „Porta paphia“. „Paphia“ deutet darauf hin, dass es die Göttin Venus verehrte. Nach anderer Meinung soll an dieser Stelle der Tempel der Venus Paphia gestanden haben. Das Nordtor war ursprünglich ein dreibogiges Bauwerk. Wie ein Tunnel führte die über 11 Meter lange mittlere Durchfahrt durch das riesige Torgebäude; hier verlief für Fuhrwerke die Römerstraße Cardo maximus, die nordwärts nach Novaesium (heute: Neuss) führte. Die über 30 Meter breite Toranlage mit den beiden quadratischen Türmen besaß eine Breite von knapp 6 Metern und sorgte für einen reibungslosen Durchgangsverkehr von Wagen oder Truppeneinheiten. Die schmalen Seitengänge waren für Fußgänger bestimmt.
Der die Straße überspannende Mittelbogen konnte rekonstruiert werden und ist daher bekannt. An der Nordseite dieses Bogens wurden auf seiner Archivolte nachträglich im 3. Jahrhundert die Buchstaben CCAA (Colonia Claudia Ara Agrippinensium) eingemeißelt. Die Tore wurden von kannelierten Pilastern gerahmt, von denen an dem erhaltenen Seitendurchgang noch die Basis und der untere Teil des Schaftes überlebt haben. Flankiert wurde die Bogenanlage von zwei quadratischen Türmen mit 7,60 Metern Seitenlänge. Die gesamte Anlage aus römischem Kalkmörtel und Werksteinen aus Basalt, Trachyt, Grauwacke und Kalkstein war 30,50 Meter breit und 11,60 Meter tief. Die zentrale Durchfahrt war 5,60 Meter breit, die seitlichen Durchgänge jeweils 1,90 Meter, die rekonstruierte Höhe bis zum Dachfirst betrug 27,50 Meter. Im erhaltenen Teil des Tores auf der Domplatte (Replik) kann man an der Westseite eine Rille erkennen, in der das Fallgitter des mittleren Durchganges hing. Dieses Fallgitter belegt, dass das Tor zweigeschossig war.

Pfaffenpforte (Ölgemälde um 1582)
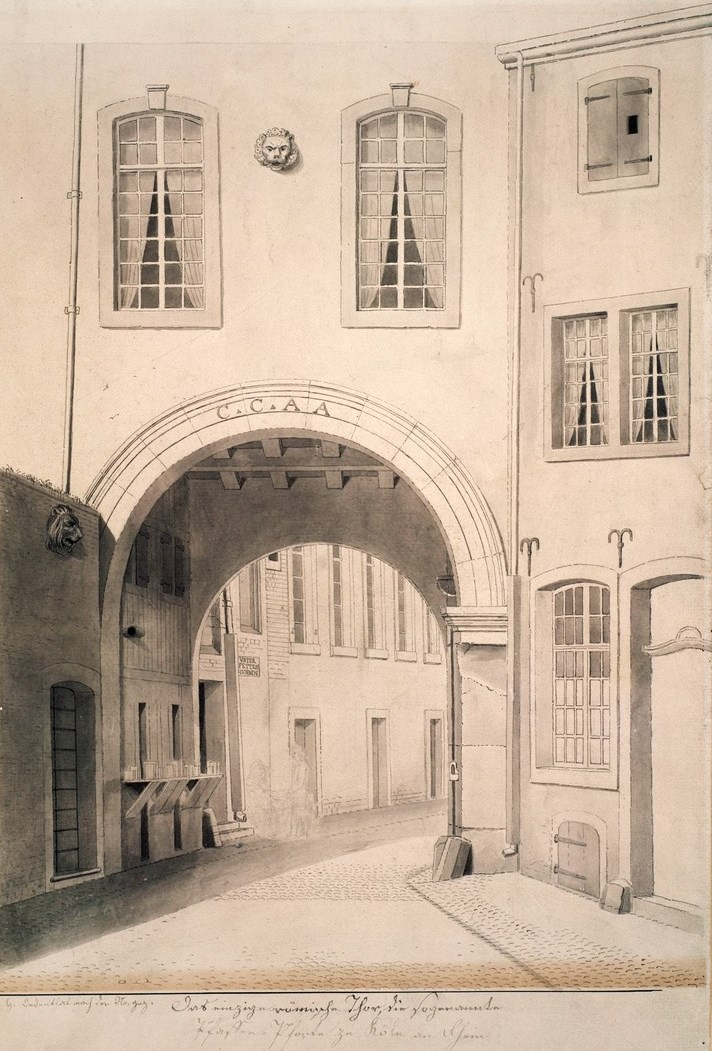
Pfaffenpforte, Aquarell von Heinrich Oedenthal (1840)
Mitteltor des Römerturms Nordseite, eingemauert im Lichthof eines Schulgebäudes in der Pipinstraße (1883)
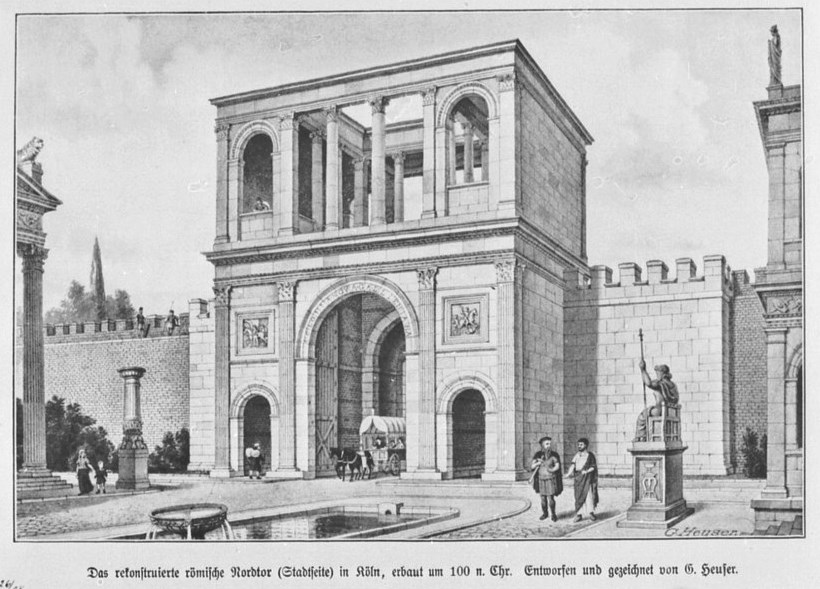
Rekonstruktion des römischen Nordtores, Aquarell von Georg Heuser (1908)
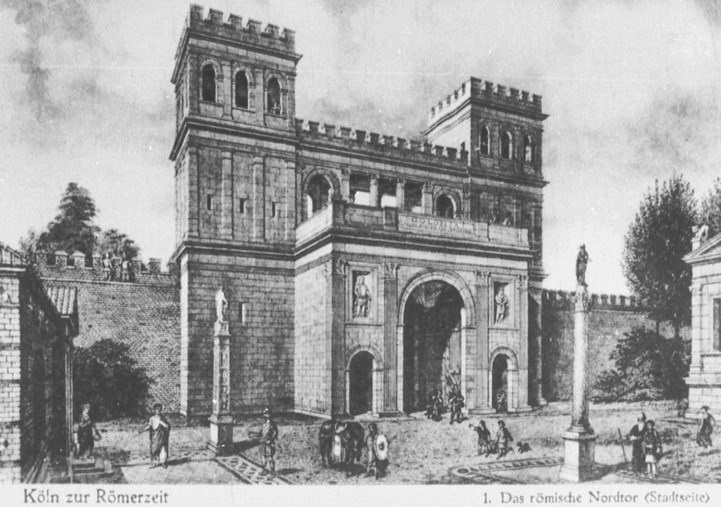
Rekonstruktion des römischen Nordtores, Aquarell von Georg Heuser (Postkarte, 1913)

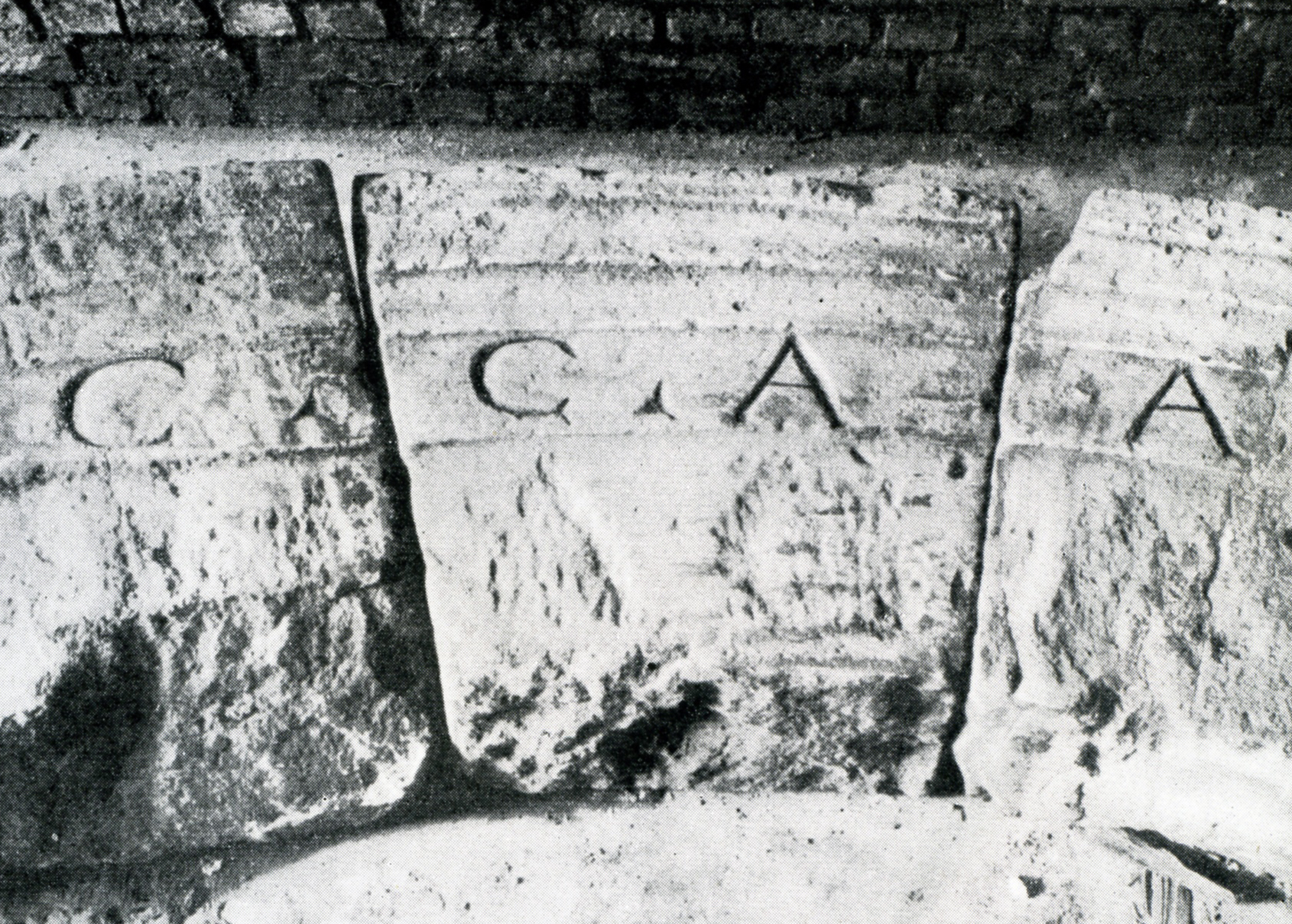
Nordtor mit der Inschrift CCAA

Caesarius von Heisterbach nennt das Tor „Porta clericorum“. Es leitete seinen Namen von den „Pfaffen“ ab, die den Kölner Dom besuchten; das Wort war damals noch positiv belegt. „Es war damals schon zu Wohnungen für Domgeistliche eingerichtet, und es wohnte dort zur Zeit des Caesarius der Dechant Adolphus, der später den bischöflichen Stuhl von Köln bestieg: Erzbischof Adolf I. Man kann aus der kurzen Erwähnung des Pfaffentores bei Caesarius schließen, dass es bereits erkerartige Ausbauten hatte. Unser Schriftsteller berichtet nämlich, dass ein Domkanonikus an das Erkerfenster der Porta paphia trat (fenestra solarii Portae clericorum) und draußen den Dechanten Ensfried von St. Andreas erblickte, dem mehrere Arme, Blinde und Lahme folgten. Die Straße an der Porta paphia scheint damals nicht in besonders gutem Zustande gewesen zu sein, denn der Kanonikus sah weiter, wie Ensfried, der selber alt und gebrechlich war, jedem Armen die Hand reichte, damit er die Steine, die dort auf der Straße herausstanden, überschreite.“ In einer Urkunde des Niederich aus 1228 hieß sie schließlich „Paffenporcen“.

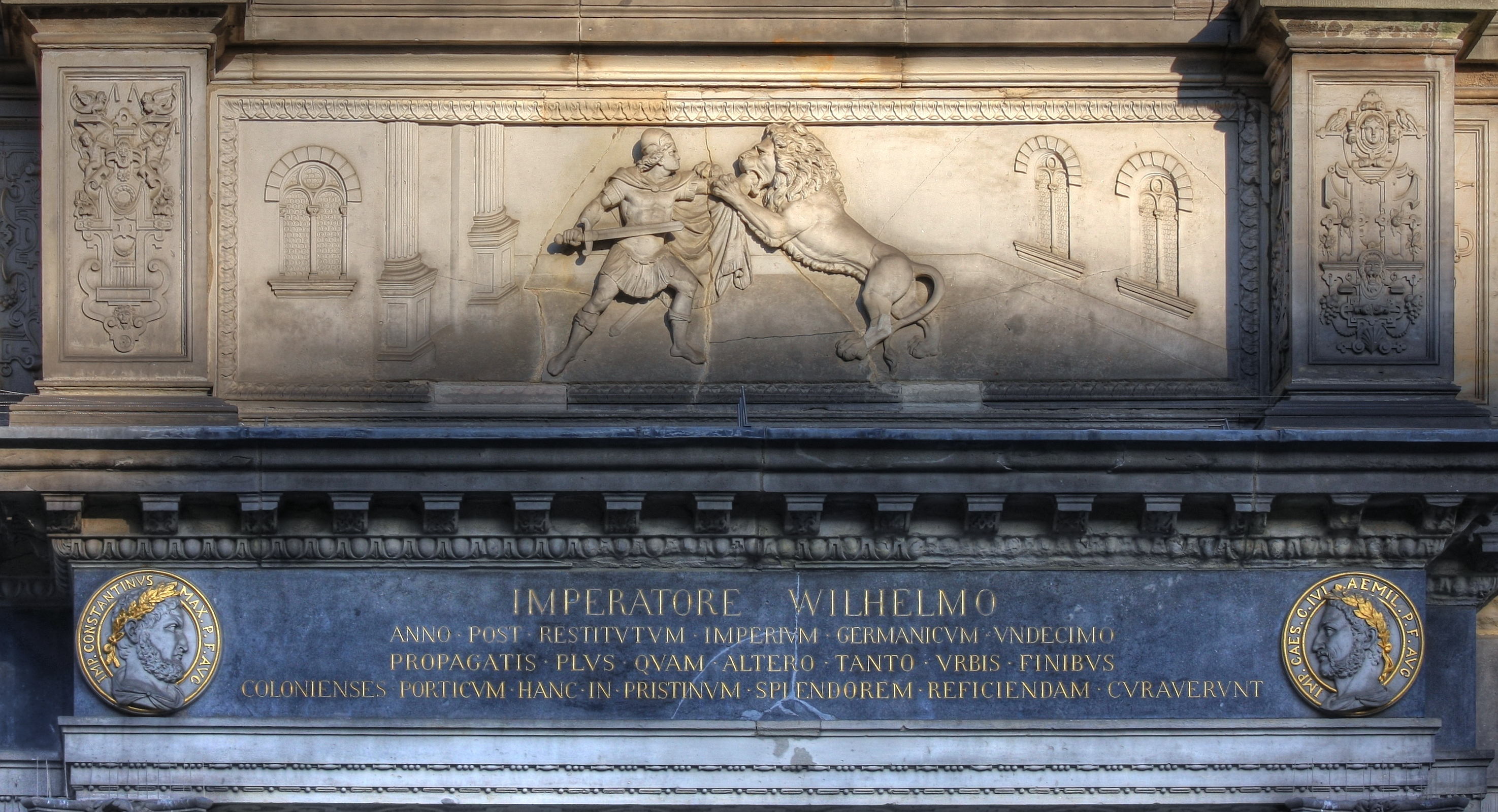
Relief am Kölner Rathaus: Kampf des Hermann Gryn mit dem Löwen

## Die Sage über den Kampf mit einem Löwen
Der oberhalb des Tores angebrachte Löwenkopf weist auf eine Sage hin, wonach Bürgermeister Hermann Gryn im Jahre 1262 von zwei Domherren des Erzbischofs Engelbert II. von Falkenburg den Löwen zum Fraß vorgeworfen werden sollte. Gryn gelang jedoch die Tötung des Tieres. Es wird berichtet, dass am nächsten Tage der spätere König Rudolph I. nach Köln kam und von den Vorgängen erfuhr. Er ließ die beiden Domherren an einem Balken der Pfaffenpforte aufhängen. Die Sage symbolisierte den anhaltenden Streit zwischen Stadt und Erzbischof. Chroniken des späten 15. Jahrhunderts zufolge trug sich diese Episode im Jahre 1262 zu.
Erst nach dieser Zeit nannten die Kölner das Nordtor „Pfaffenpforte“; die am 23. August 1499 erschienene Koehlhoffsche Chronik erwähnte erstmals diesen Namen. In der Kölner Stadtansicht von 1570 hat Arnold Mercator sie als „Paffen pforts“ berücksichtigt. Hierin ist zu erkennen, dass das Nordtor die Straße Unter Fettenhennen überspannte und den Zugang zur Stadt und zum Dom kontrollierte. Als „paffinporze“ ist sie bereits 1228 in den Schreinsbüchern von Niederich erwähnt.

## Umbauten
Die Pforte wurde um 1076 mit einem Solarium (Sonnenterrasse mit Erker) überbaut und erfuhr durch diesen Bau und spätere mehrfache Um- und Neubauten der östlich an sie angrenzenden mittelalterlichen Domdechanei im Laufe der Zeit Veränderungen. Renovierungen gab es in den Jahren 1606, 1616 und 1621. Das Nordtor blieb bis 1657 weitgehend bestehen, der zentrale Bogen diente weiterhin als Durchgang, jedoch nicht mehr als Stadteingang. Der zentrale Durchgang des römischen Tores war auch nach 1657 an die neue, barocke Domdechanei angebaut. Danach wurde es 1826 mit dem Beginn der Freilegung der Domumgebung und der Verbreiterung der Straße Unter fetten Hennen abgerissen. Das barocke Nordtor der Domdechanei des Domdechanten Franz Egon von Fürstenberg-Heiligenberg an der Trankgasse kann nicht mit dem römischen Stadttor in Verbindung gebracht werden.

## Abriss und Überreste
Ab 1826 nahmen die einzelnen Bestandteile des römischen Befundes unterschiedliche Wege.

### Haupttorbogen

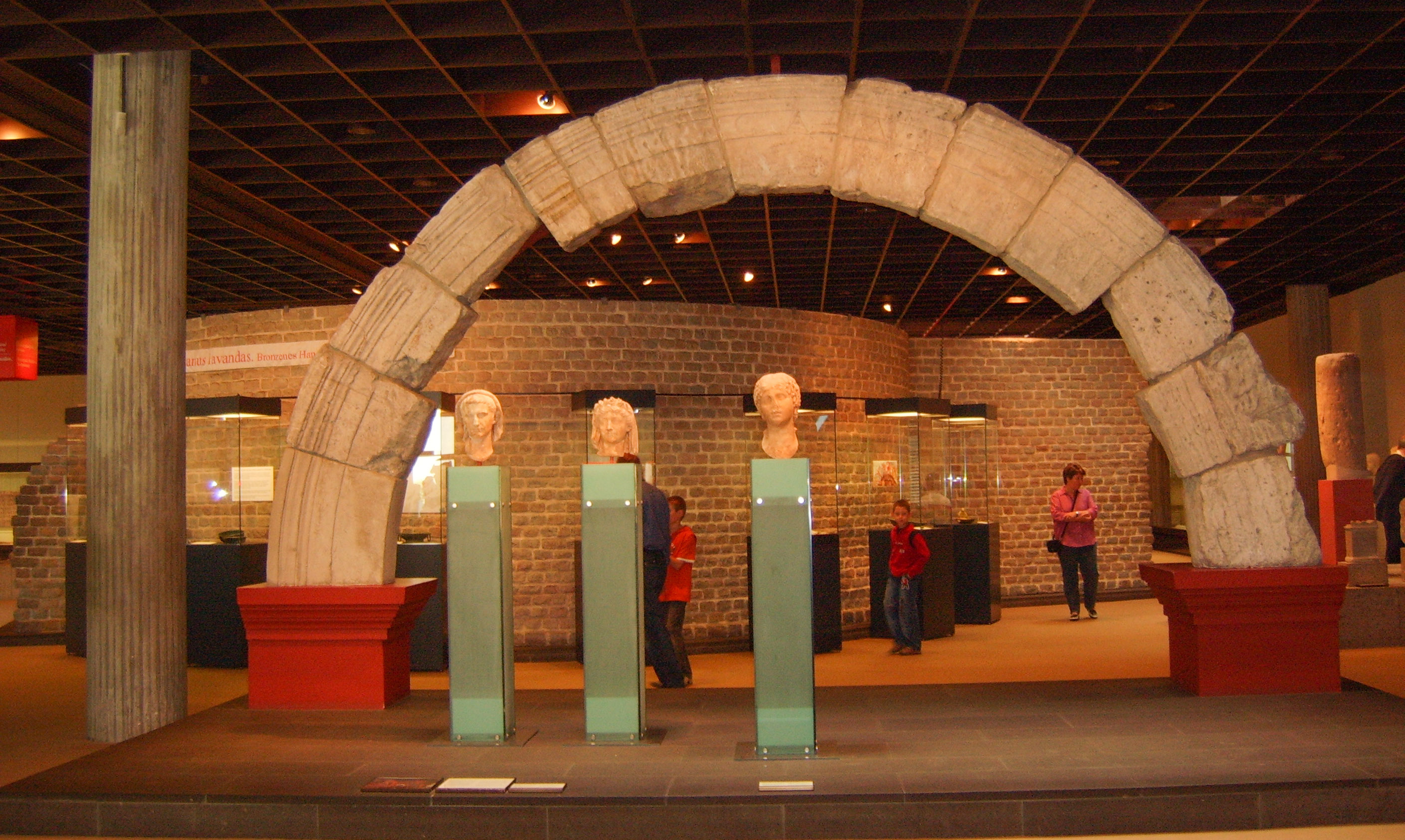
Römisches Nordtor im Römisch-Germanischen Museum (September 2007)

1826 wurde ein Teil der barocken Domdechanei abgebrochen, dort wo sich der Mittelbogen des Nordtores befunden hat, um die Straße Unter Fettenhennen zu verbreitern. Auf Veranlassung von Konservator Johann Anton Ramboux kam der landseitige Torbogen im Juni 1827 in das im „Kölner Hof“ gelegene Wallrafsche Museum, wo er lange Zeit im Hofraum herumlag.Seit 1883 war er im Lichhof in einer Seitenwand der Schule an der Pipinstraße eingemauert. Im Zweiten Weltkrieg wurde die Schule an der Pipinstraße am 31. Mai 1942 zwar total zerstört, die römischen Mauerreste blieben jedoch erhalten. Die Originalfragmente sind seit März 1974 im Römisch-Germanischen Museum ausgestellt.

### Östlicher Seitenbogen (Fußgängertor)
Im Jahre 1892 wurden beim Abriss der restlichen Teile der barocken Domdechanei, des Marstallgebäudes und des Hauptgebäudes, die Fundamente des östlichen Seitendurchgangs und Teile der landseitigen Pfeiler wiederentdeckt. Sie waren in der Nordwand des Gebäudes (ehemalige Außenseite des römischen Tores) verbaut gewesen. Eine städtische Debatte entbrannte einige Jahre später um die Frage, ob dieses östliche Fußgängertor und die weiteren Reste am Ort verbleiben sollten oder für die Erweiterung der Straßenbahn abgerissen bzw. verschoben werden sollten. Das Fußgängertor stand frei und war durch einen kleinen Zaun vom öffentlichen Raum abgegrenzt. Eine Entscheidung wurde schließlich durch eine kaiserliche Genehmigung im Jahr 1896 gefällt: das Tor wurde an die Nordwestecke des damaligen Wallraf-Museums nahe der Ecke An der Rechtschule/Drususgasse versetzt. Dort stand sie noch bis weit in die Nachkriegszeit, bevor sie an ihren aktuellen Standort in der Nähe des ursprünglichen Fundortes zurückgebracht wurde.

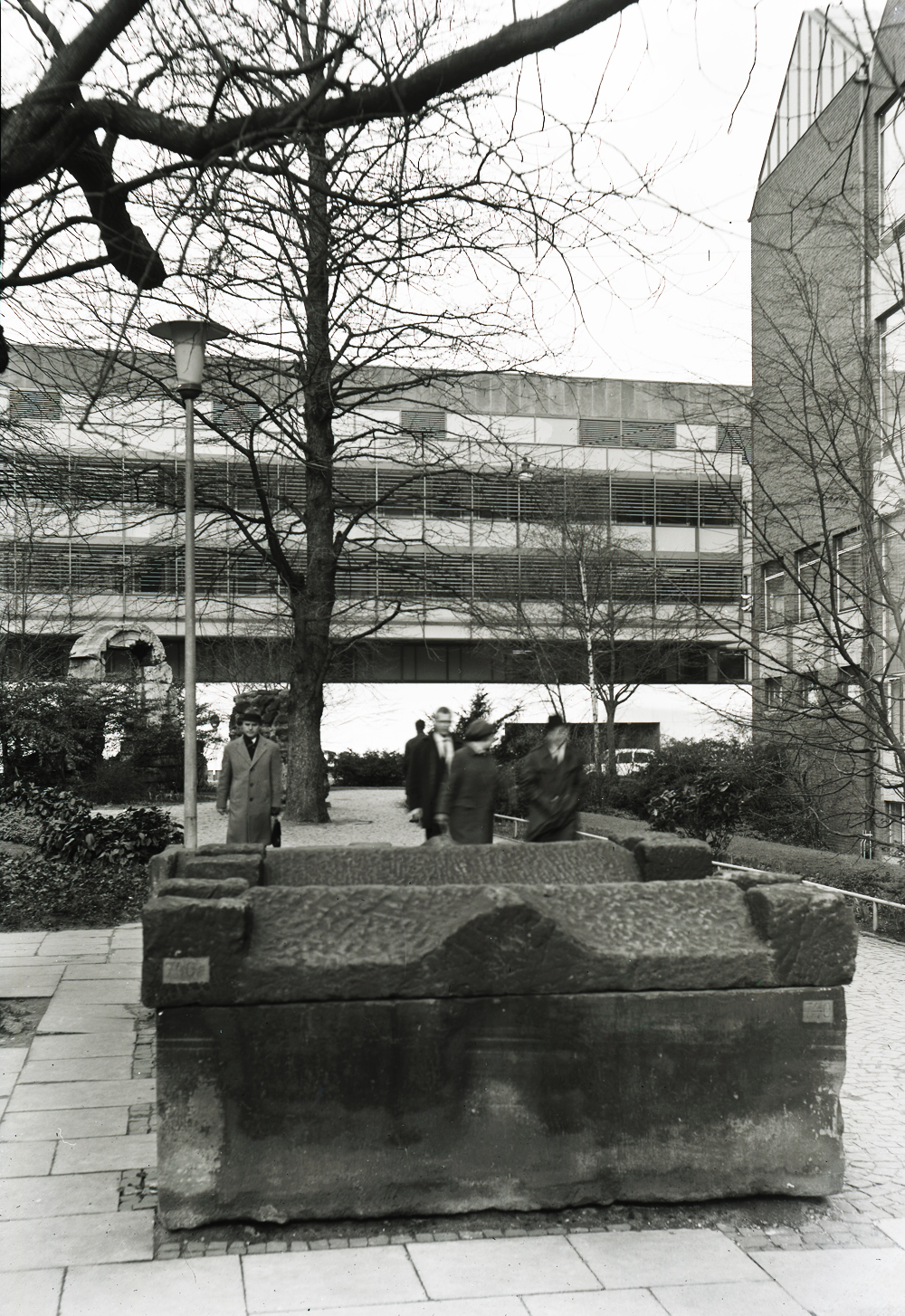
Situation 1965: Das Fußgängertor steht seitlich des damaligen Wallraf-Richartz-Museums.
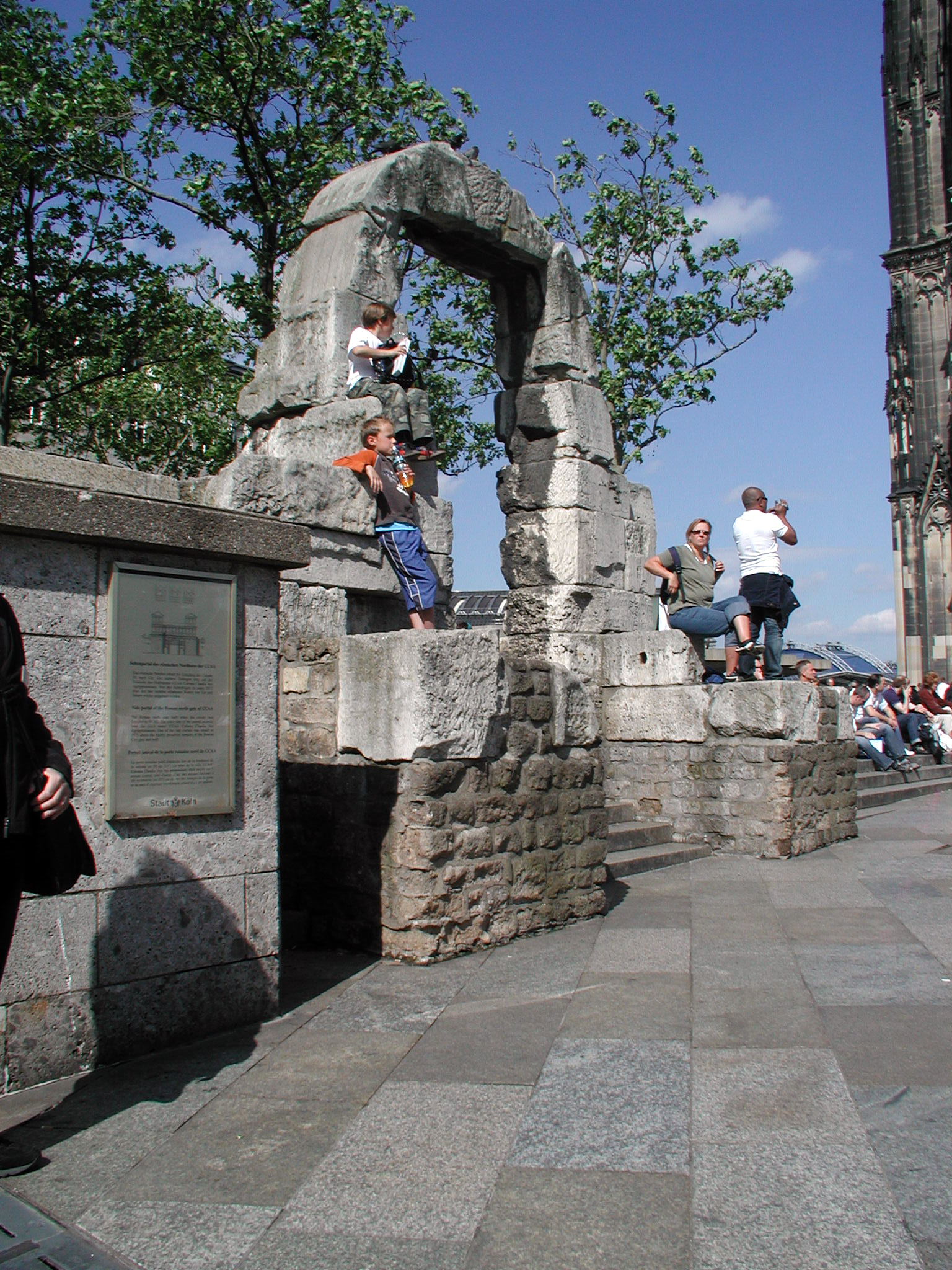
Fußgängertor am aktuellen, erhöhten Standort auf der Domplatte.

### Fundamente
Die Fundamente des Nordtors sind bis in die Gegenwart am Fundort erhalten. Durch den Bau der Domplatte befindet sich dieser nun in der darunterliegenden Tiefgarage.